# Juan Manuel Couder
Juan Manuel Couder Sánchez (Valladolid, 23 ottobre 1934 – Madrid, 18 maggio 1999) è stato un tennista spagnolo.

## Biografia
Nato in una famiglia di tennisti, entrambi i genitori parteciparono a diverse edizioni dei campionati spagnoli, si sposò a sua volta con una tennista, la spagnola Charo Sendra.

## Carriera
Nei tornei dello Slam vanta come migliore risultato i quarti di finale raggiunti a Wimbledon 1959 e 1960 nel doppio in coppia con Manuel Santana, ha fatto parte della squadra spagnola di Coppa Davis per un decennio, dal 1956 al 1965, vincendo diciassette incontri e perdendone quindici.
In singolare ha conquistato il Canadian Open del 1962 e raggiunto la finale a Barcellona dove si arrese solo al quinto set all'australiano Roy Emerson. Sulla terra di Monte Carlo giocò due finali di doppio consecutive nel biennio 1965-66, la prima insieme a José Luis Arilla e la seconda con Santana, ma in entrambe le occasioni ne uscì sconfitto.